# 크론보르성

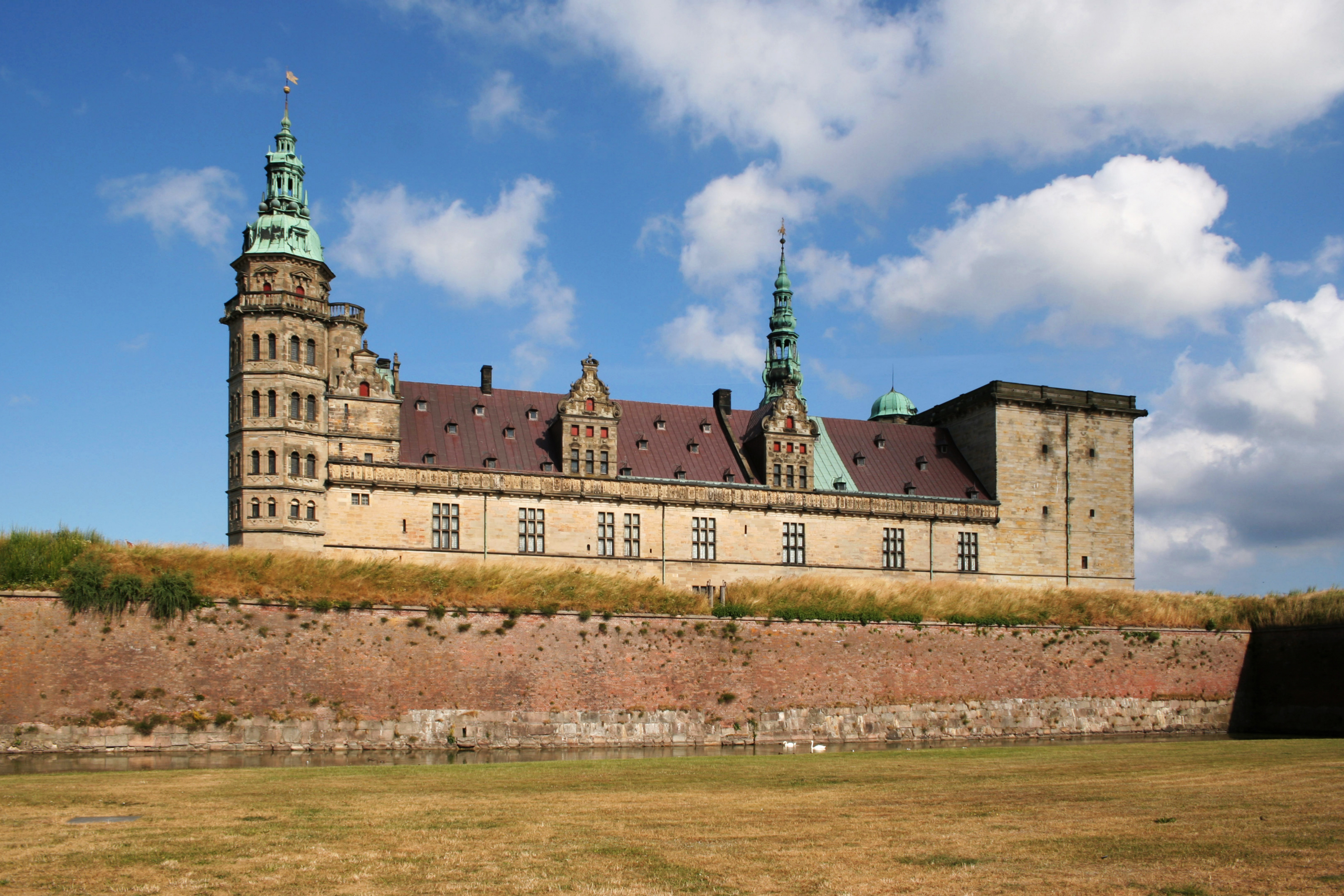
크론보르

크론보르성(Kronborg)는 덴마크 코펜하겐 북쪽의 약 40km 지점의 헬싱외르에 위치해 있는 성으로 셰익스피어의 4대비극 중 하나인 《햄릿》의 배경이 된 성으로 유명하다.

## 역사
1574년 덴마크의 프레데리크 2세 국왕에 의해 착공되었으며 1585년에 완성, 몇 차례에 걸쳐서 화재 및 전쟁으로 소실되었으나 1924년에 이르러 현재의 모습을 갖추게 되었다.

## 시설

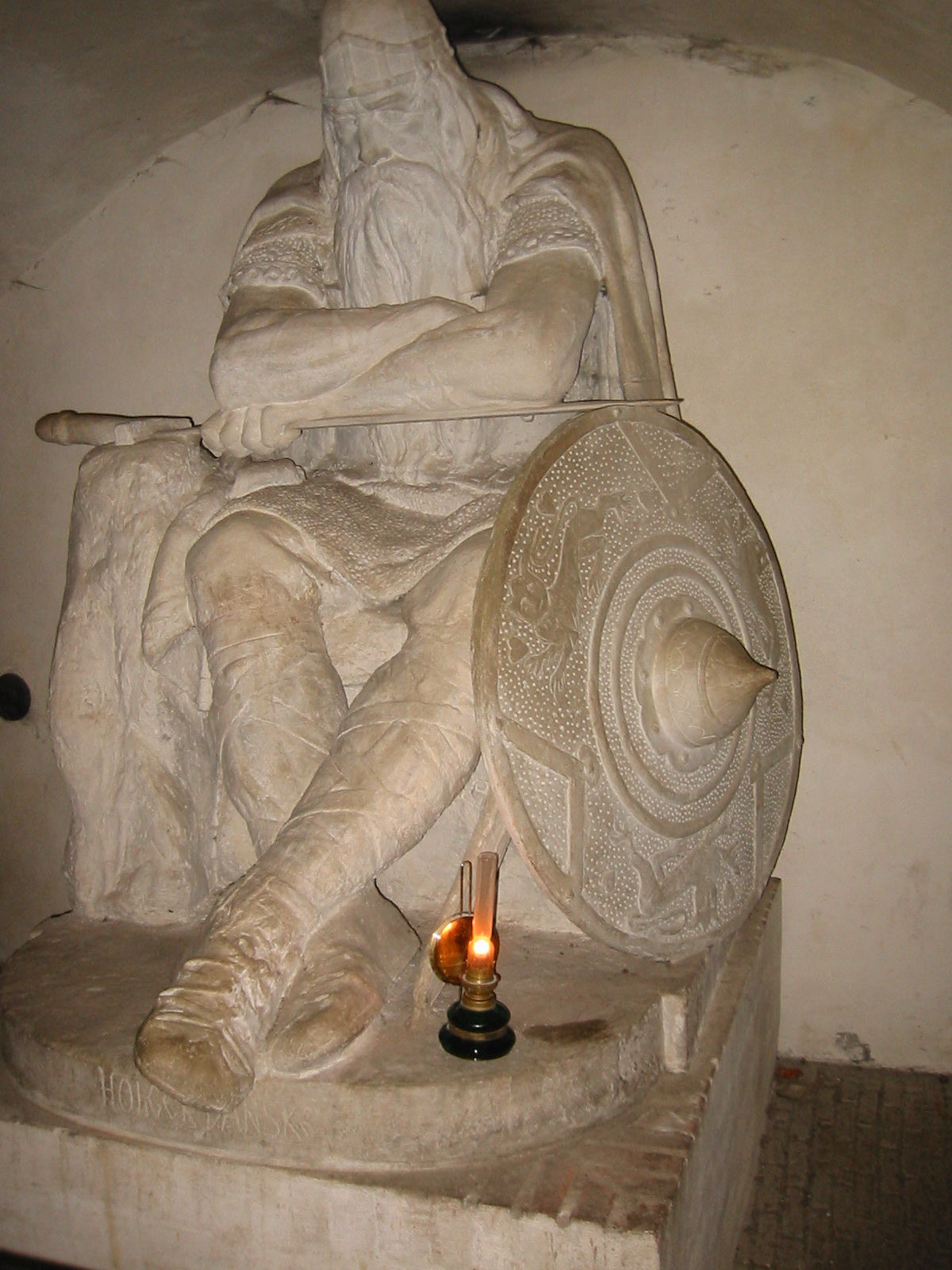
지하에는 전설에서처럼 팔짱을 끼고 앉아 잠을 자고 있는 홀거 단스케의 동상이 있다.

크론보르성 내부에는 대규모의 연회장과 금박으로 장식된 예배당, 왕실 가족들이 거주하던 화려한 방 등이 잘 보존되어 있다. 중세의 어둡고 습기 많은 지하감옥 내부도 일반에게 공개되고 있으며, 상업박물관 및 해양박물관을 갖추고 있다.

## 햄릿
크론보르성이 셰익스피어의 《햄릿》에 등장하는 엘시노어 성의 모델이었다고 하지만 연구에 의하면 직접적인 관련이 있는지는 확실하지 않다.
햄릿이 아버지의 망령을 본 망루와 각종 연극 소품들이 전시되어 있다. 여름에는 셰익스피어의 연극이 상연되는가 하면, 왕실 행사도 열린다.